# Sabrina Ratté
 (mai 2023).
La mise en forme du texte ne suit pas les recommandations de Wikipédia : il faut le « wikifier ».
Les points d'amélioration suivants sont les cas les plus fréquents. Le détail des points à revoir est peut-être précisé sur la page de discussion.
- Les titres sont pré-formatés par le logiciel. Ils ne sont ni en capitales, ni en gras.
- Le texte ne doit pas être écrit en capitales (les noms de famille non plus), ni en gras, ni en italique, ni en « petit »…
- Le gras n'est utilisé que pour surligner le titre de l'article dans l'introduction, une seule fois.
- L'italique est rarement utilisé : mots en langue étrangère, titres d'œuvres, noms de bateaux, etc.
- Les citations ne sont pas en italique mais en corps de texte normal. Elles sont entourées par des guillemets français : « et ».
- Les listes à puces sont à éviter, des paragraphes rédigés étant largement préférés. Les tableaux sont à réserver à la présentation de données structurées (résultats, etc.).
- Les appels de note de bas de page (petits chiffres en exposant, introduits par l'outil «  Source ») sont à placer entre la fin de phrase et le point final[comme ça].
- Les liens internes (vers d'autres articles de Wikipédia) sont à choisir avec parcimonie. Créez des liens vers des articles approfondissant le sujet. Les termes génériques sans rapport avec le sujet sont à éviter, ainsi que les répétitions de liens vers un même terme.
- Les liens externes sont à placer uniquement dans une section « Liens externes », à la fin de l'article. Ces liens sont à choisir avec parcimonie suivant les règles définies. Si un lien sert de source à l'article, son insertion dans le texte est à faire par les notes de bas de page.
- La présentation des références doit suivre les conventions bibliographiques. Il est recommandé d'utiliser les modèles {{Ouvrage}}, {{Chapitre}}, {{Article}}, {{Lien web}} et/ou {{Bibliographie}}. Le mode d'édition visuel peut mettre en forme automatiquement les références.
- Insérer une infobox (cadre d'informations à droite) n'est pas obligatoire pour parachever la mise en page.

Pour une aide détaillée, merci de consulter Aide:Wikification.
Si vous pensez que ces points ont été résolus, vous pouvez retirer ce bandeau et améliorer la mise en forme d'un autre article.
Sabrina Ratté est une artiste visuelle née en 1982 au Canada et basée à Montréal, au Québec. Sa pratique s’intéresse aux multiples manifestations de l'image numérique : la vidéo analogique, l'animation 3D, la photographie, l'impression 3D, la sculpture, la réalité virtuelle et l’installation. Elle est l'une des lauréates du prix Sobey au Canada en 2020.

## Biographie

### Parcours et formations
Sabrina Ratté est titulaire d'un baccalauréat et d'une maîtrise en cinéma de l’Université Concordia. 

### Enjeux et intention artistique
Les œuvres de Sabrina Ratté sont construites comme des collages virtuels. Elle utilise de nombreuses ressources différentes comme l’animation 3D, la vidéo, la photographie et la photogrammétrie pour créer des images composites. Ainsi, elle intègre des éléments reconnaissables issus de la réalité pour créer des univers numériques.
Inspirées par notre relation au réel et au virtuel, ses œuvres jouent sur l’ambiguïté entre l’immersion et la distance critique. Sabrina Ratté définit la vidéo comme un portail vers d’autres inspirations. Elle soulève alors des questionnements et des enjeux contemporains comme l’influence de l'environnement numérique sur notre perception du monde.
Sabrina Ratté explore la relation entre l’électronique et la matière organique. Elle joue avec les limites des notions qui semblent dichotomiques comme le naturel et le virtuel.

## Sélection d'expositions individuelles et collectives
2016
- Lieux-dits, exposition individuelle, Young Project Gallery, Los Angeles, États-Unis[6]
- Exposition individuelle, Dolby Gallery, San Francisco, États-Unis[7]
- Video Installation, Atonal Festival, Berlin, Allemagne[8]

2017
- Installation vidéo, Never Apart, Montréal, Canada[9]
- Sabrina Ratté et Marie-Douce St-Jacques, Commissaire: Nathalie Bachand, 375e anniversaire de Montréal, Montréal, Canada[10]

2018
- Cité-jardin, exposition individuelle, Galerie Ellephant, Montréal, Canada[11]
- Installation Vidéo, Festival Mirage, Lyon, France[12]

2019
- Sabrina Ratté & Yoshi Sodeoka, UltraSuperNew Gallery, Tokyo, Japon[13]
- Exposition individuelle, Galerie Charlot, Paris, France[14]
- Sabrina Ratté & Rick Silva, Transfer Gallery, Los Angeles, États-Unis [15]

2021
- House of Skin, installation vidéo, Cinémathèque Québécoise, Montréal, Canada[16]
- Installation vidéo, Le lieu unique, Caen, France[17]

2022
- Reality-Settings, exposition individuelle, Arsenal Contemporary Art, New York, États-Unis[18]
- Aurae, exposition individuelle, Gaîté-Lyrique, Paris, France[19]